# Мадей, Лукаш
Лукаш Мадей (пол. Łukasz Madej; 14 апреля 1982, Лодзь) — польский футболист, полузащитник. Вызывался в сборную Польши.

## Клубная карьера
Лукаш Мадей начинал свою футбольную карьеру в молодёжном составе ЛКС (Лодзь). Дебютировал в основном составе клуба в I лиге сезона 1998/99, 13 марта 1999 года в матче против «Одры» (Водзислав-Слёнски). В сезоне 1999/00 занял со своим клубом 15 место и вылетел во II лигу. Во II лиге сыграл за ЛКС 14 матчей и забил 1 гол.
В начале весеннего круга сезона 2000/01, Лукаш перешёл в клуб I лиги «Рух» (Хожув). В силезском клубе он отыграл два сезона, сыграв 26 матчей и забив один гол.
В 2003 году перешёл в познанский «Лех», в котором выступал под 6 номером. Первый матч за «железнодорожников» сыграл в Кубке Польши против «Карконоше» (Еленя-Гура). В этом клубе выиграл свои первые клубные трофеи — Кубок Польши и Суперкубок Польши. За познанский клуб сыграл в различных турнирах 80 матчей и забил 6 голов.
Во второй половине сезона 2004/05 перешёл в «Гурник» (Ленчна). Дебютировал за клуб в ничейном матче с «Краковией». Первый и единственный гол в клубе забил в ворота варшавской «Полонии».
В 2006 году, через пять лет после ухода из ЛКС (Лодзь), Лукаш вернулся в этот клуб, выступавший тогда во II лиге. Вместе с клубом завоевал второе место и вышел в I лигу. В следующие два сезона был игроком основного состава клуба, который занимал 9 и 11 места в I лиге.
В 2008 году сделал попытку выехать играть в сильнейших европейских лигах, о чём давно мечтал. Но в португальском клубе «Академика» (Коимбра) провёл только 6 матчей, после чего опять вернулся в Польшу.
26 августа 2009 года подписал контракт с клубом «Шлёнск» (Вроцлав). Первый свой матч за «Шлёнск» сыграл против гданьской «Лехии». Первый гол забил также в ворота «Лехии», но уже во втором круге. Вместе с командой завоевал золотые медали чемпионата Польши 2011/12 и серебряные сезона 2010/11. После окончания чемпионского сезона его контракт не был продлён и он покинул клуб. В период игры за «Шлёнск» пользовался 8 номером.
В июле 2012 года проходил тестирование в клубе «Хазар-Ленкорань», но не подошёл руководству азербайджанской команды. В октябре 2012 года подписал годичный контракт с ГКС (Белхатув). В новом клубе дебютировал 5 октября 2012 года в матче с хожувским «Рухом». В ГКС сыграл 24 игры, забив 3 гола и дважды отдав голевые передачи. После вылета белхатувского клуба из Экстраклассы, покинул команду.
6 июня 2013 года подписал двухлетний контракт с «Гурником» из Забже. Первый матч за этот клуб провёл против краковской «Вислы». Первый гол забил в проигранном 1:2 матче с варшавской «Легией».

## Карьера в сборной
Лукаш играл в молодёжной и юниорской сборных Польши, добившись там успехов. На чемпионате Европы 1999 года до 16 лет сборная стала второй. А на чемпионате Европы до 18 лет в 2001 году, именно гол Лукаша на 89 минуте финального матча со сборной Чехии, вывел вперёд польскую команду (матч закончился со счётом 3:1) и позволил ей стать чемпионом Европы.
За главную сборную Лукаш дебютировал 14 февраля 2003 года в товарищеском матче со сборной Македонии в Сплите (3:0 в пользу сборной Польши). В течение 2003 года сыграл ещё 2 товарищеских матча на Мальте, со сборными Мальты (4:0) и Литвы (3:1). Затем 10 лет не вызывался в сборную.
В январе 2014 года тренер сборной Польши Адам Навалка снова вызвал Мадея на товарищеские матчи в Абу-Даби со сборными Норвегии (3:0) и Молдавии (1:0). За пять матчей в сборной не забил ни одного гола.
| 1. | 14 февраля 2003 | Сплит, Хорватия | Северная Македония | 3:0 |  | Товарищеский матч |
| 2. | 11 декабря 2003 | Та-Кали, Мальта | Мальта             | 4:0 |  | Товарищеский матч |
| 3. | 14 декабря 2003 | Та-Кали, Мальта | Литва              | 3:1 |  | Товарищеский матч |
| 4. | 18 января 2014  | Абу-Даби, ОАЭ   | Норвегия           | 3:0 |  | Товарищеский матч |
| 5. | 20 января 2014  | Абу-Даби, ОАЭ   | Молдова            | 1:0 |  | Товарищеский матч |

## Достижения
- Золото Чемпион Польши: 2011/12
- Золото Чемпион Европы (до 18 лет): 2001
- Серебро чемпионат Польши: 2010/11
- Серебро чемпионат Европы (до 16 лет): 1999
- Кубок Польши: 2009
- Суперкубок Польши: 2009

## Скандалы
Лукаш Мадей на протяжении своей карьеры был в центре двух скандалов.
Первый из них произошёл в январе 2006 года, когда стало известно что Лукаш продал свою медаль обладателя Кубка Польши, завоёванную в составе познанского «Леха», коллекционеру истории познанского клуба Роберту Конечному за 300 злотых. Обнародование случая вызвало множество нареканий к футболисту. Его поступок был расценен как антиморальный и не достойный футболиста.
Второй раз имя футболиста появилось в скандальной хронике в октябре 2013 года. Лукаш был арестован полицией в принадлежащем ему ресторане в Лодзи, за угрозы и оскорбление его жены, Доминики (матери его дочери Юлии, 2004 года рождения). Прокурор требовал для Лукаша максимальное наказание по этой статье, 5 лет лишения свободы. В итоге суд приговорил его к полицейскому надзору, аресту на 48 часов и штрафу.